# Evil Geniuses
Evil Geniuses（イービル・ジーニアセス、略称：EG）は、アメリカ合衆国・ワシントン州シアトルに本拠を置くeスポーツ組織。

## 概要
1999年にカナダ・ブリティッシュコロンビア州ビクトリアで『Quake』のクランとしてEvil Geniusesが設立された。2014年12月、チームを所有する「GoodGame Agency」がTwitchに買収されるが、2016年12月にチームがGoodGame Agencyから独立した。2019年5月、投資会社であるPEAK6がチームを買収した。

## 沿革

### 1999年
- 『Quake』のクランとしてEvil Geniusesが設立される[1]。

### 2008年
- 4月12日、Team eMgの『DotA』部門を買収し、部門設立[5]。

### 2009年
- 4月12日、『Starcraft』部門を設立[6][7]。
- 4月17日、『WarcraftIII』部門を設立[8]。

### 2011年
- 10月24日、『Dota 2』部門を設立[9]。

### 2013年
- 1月26日、Counter Logic Gamingの『League of Legends』部門を買収し、部門設立[10]。

### 2014年
- 5月7日、compLexityの『Call of Duty』部門を買収し、部門設立[11]。
- 11月14日、『Call of Duty』部門をOptic Gamingに売却し、部門解散[12]。
- 11月21日、『Halo』部門を設立[13]。
- 12月12日、TwitchがGoodGame Agencyを買収[2]。

### 2015年
- 1月7日、『League of Legends』部門がWinterFoxに移行され、部門解散[14]。

### 2016年
- 11月21日、『Call of Duty』部門を設立[15]。
- 12月12日、GoodGame Agencyから独立[3]。

### 2017年
- 1月1日、『Starcraft』部門が解散[16]。
- 4月22日、『Overwatch』部門を設立[17]。
- 7月1日、『Overwatch』部門が解散[18]。
- 10月23日、grantJokurの『PUBG』部門を買収し、部門設立[19]。
- 11月3日、『Halo』部門が解散[20]。
- 11月10日、Continuumの『Rainbow Six Siege』部門を買収し、部門設立[21]。

### 2018年
- 3月13日、eQuinoxの『Rocket League』部門を買収し、部門設立[22]。
- 12月23日、『PUBG』部門が解散[23]。

### 2019年
- 5月29日、PEAK6がEvil Geniusesを買収[4]。
- 8月18日、『Call of Duty』部門が解散[24]。
- 9月26日、NRG Esportsの『Counter-Strike』部門を買収し、部門設立[25]。
- 9月26日、Echo FoxのLCS枠を獲得し、『League of Legends』部門を設立[26]。

### 2020年
- 4月16日、『Rainbow Six Siege』部門が解散[27]。

### 2021年
- 1月28日、『VALORANT』部門を設立[28]。

### 2023年
- 1月27日、『Rocket League』部門が解散[29]。
- 11月1日、『Dota 2』部門が解散[30][31]。
- 11月20日、『League of Legends』部門が解散[32]。

### 2024年
- 1月12日、『Counter-Strike』部門が解散[33][34]。

## 現在活動している部門

### VALORANT

#### 所属選手
| プレイヤー名                | 役割            | 加入日        | 備考 |
| --------------------------- | --------------- | ------------- | ---- |
| jawgemo（Alexander Mor）    | Player          | 2022年1月28日 |      |
| Apotheon（Vincent Le）      | Player          | 2024年1月26日 |      |
| Derrek（Derrek Ha）         | Player          | 2024年1月26日 |      |
| NaturE（Nicholas Garrison） | Player          | 2024年1月26日 |      |
| supamen（Phat Le）          | Player          | 2024年1月26日 |      |
|                             |                 |               |      |
| potter（Christine Chi）     | Head Coach      | 2021年8月21日 |      |
| pho（Mike Panza）           | Assistant Coach | 2024年1月26日 |      |